# La Savoie (transatlantico)
La Savoie è stata una nave a vapore, costruita nei cantieri di Penhoet, di St.Nazaire in Francia nel 1901. Con una stazza lorda di 11.168 tonn., misurava 170 metri di lunghezza e 18,28 di larghezza e poteva portare un massimo di 1.055 passeggeri. In servizio sulla linea Le Havre-New York, nel 1914, con lo scoppio della Grande Guerra fu riconvertita dalla marina militare francese in nave ausiliaria.
Dal 1919 al 1927 riprese servizio sulla linea abituale fino al suo disarmo a Dunkerque nel 1927.